# 대장금
《대장금》(한자어 : 大長今)은 2003년 9월 15일부터 2004년 3월 23일까지 방영한 문화방송 월화드라마이다.

## 줄거리
대장금은 주인공 서장금(徐長今, 이영애의 배역)이 폐비 윤씨의 폐위 사건 당시 궁중 암투에 휘말려 부모를 잃고 수라간 궁녀로서 궁궐에 들어가 중종의 주치의인 최초 어의녀(御醫女)가 되기까지의 과정을 그리면서, 그 가운데 주인공 장금의 성공과 사랑을 그리고 있다.

## 제작과 캐스팅
서장금 역은 당초 송윤아, 장진영 등이 거론되기도 했으나 개인사정을 이유로 출연을 거부하자 이영애가 우여곡절 끝에 낙점됐다.
최금영 역은 당초 강성연이 낙점됐으나 KBS 월화 미니시리즈 《그녀는 짱》에 캐스팅되면서 고사했으며 이 때문에 강성연은 MBC 측으로부터 항의를 받았다. 정선경에게도 제안이 갔지만 정선경 역시 MBC 《귀여운 여인》 캐스팅으로 거절했다.
최상궁 역의 견미리는 당초 한상궁 역이었으나 최상궁 역으로 낙점됐던 송채환이 개인사정으로 인해 드라마에서 하차하자 양미경이 한상궁 역 대타로 들어갔고 견미리는 최상궁 역이 됐다.

## 속편 제작
판타지오가 이영애를 캐스팅 후 2024년 대장금이 의녀가 된 이후 일생을 다룬 의녀 대장금(2025년 초 방영 예정)을 제작한다.

## 등장인물

### 주요 인물
- 이영애: 서장금(徐長今) 역 (아역: 조정은) - 수라간 나인 장금 → 관비 장금 → 의녀 장금 → 수라간 최고상궁 → 대장금
- 홍리나: 최금영(崔今英) 역 (아역: 이세영) - 수라간 나인 금영 → 수라간 최고상궁
- 지진희: 민정호(閔政浩) 역 - 한성부 판관 → 내금위 종사관 → 사헌부 감찰 → 내금위 종사관 → 제주 수군 만호 → 사헌부 집의 → 동부승지(내의원 부제조 겸)
- 임호: 중종 역

### 왕실 사람들
- 엄유신: 정현왕후 → 자순대비 역
- 박정숙: 문정왕후 → 성렬대비 역
- 박은혜: 이연생 역 (아역: 김소연) - 수라간 나인 → 특별상궁 이씨 → 숙원 이씨 → 소원 이씨
- 이주희: 폐비 윤씨 역 (특별출연)
- 정기성: 연산군 역 (아역: 원덕현)
- 미상: 단경왕후 역
- 이영진: 장경왕후 역
- 미상: 효혜공주 역
- 미상: 세자 역
- 미상: 경원대군 역

### 궁인들
- 박정수: 박용신(朴容信) 역 - 제조상궁
- 이숙: 부제조상궁 역
- 최은숙: 최마리(최성금의 고모) 역 - 수라간 최고상궁
- (고)여운계: 정말금(丁末今, 정상궁) 역 - 장고 상궁 → 수라간 최고상궁
- 양미경: 한백영(韓白榮, 한상궁) 역 - 수라간 상궁 → 수라간 최고상궁
- 견미리: 최성금(崔成今, 최상궁, 아역: 김지선) 역 - 수라간 상궁 → 수라간 최고상궁 → 제조상궁
- 김소이: 민귀열(민상궁) 역 - 수라간 나인 →수라간 상궁 → 대전 지밀 복이상궁 → 숙원전 지밀 상궁 → 수라간 최고상궁
- 최자혜: 노창이 역 (아역: 주다영) - 수라간 나인 → 대전 지밀 복이궁녀 → 숙원전 지밀 나인 → 수라간 상궁
- 이잎새: 윤영로 역 (아역: 김한비) - 수라간 나인 → 제조상궁의 수발상궁
- 백현숙: 인동 역 - 대전 지밀 상궁
- 이혜상: 조방 역 (아역: 김소영) - 수라간 나인
- 김정하: 생각시 전각 훈육 상궁 역
- 이미숙: 훈육 상궁 역
- 이영자: 소주방 상궁 역
- 고용화: 소주방 상궁 역
- 김진양: 소주방 상궁 역
- 변은영: 대비전 소주방 상궁 역
- 차주옥: 동궁전 소주방 상궁 역
- 한보배: 생각시 채련 역
- 정인선: 생각시 분이 역
- 김소원: 노상궁 역
- 손영순: 중전의 보모상궁 역
- (이은주): 침방 생각시 역

### 내의원 사람들
- 한지민: 신비(信非) 역 - 의녀 신비 → 내의녀
- 이세은: 박열이(朴烈伊) 역 - 의녀
- 전인택: 정윤수(鄭潤壽) 역 - 내의원 주부 → 내의정
- 박은수: 신익필(申益弼) 역 - 전의감 의학교수 → 내의원 주부 → 내의원 첨정
- 맹상훈: 정운백(鄭雲白) 역 - 내의원 주부 → 내의원 판관
- 지상렬: 조치복(趙治福) 역 - 내의원 봉사
- 김선영: 어의녀 역
- 김민희: 비선(非先) 역 - 내의녀(훈육 의녀) → 어의녀
- 이승아: 의녀 은비(銀非) 역
- 전혜수: 의녀 초복(草福) 역
- 강정화: 의녀 조동(調同) 역
- 정대홍: 내의원 소속 궁중 어의 역
- 박태호: 내의원 소속 궁중 어의 역
- 김도연: 의녀 시연 역

### 조정 사람들
- 조경환: 오겸호(吳兼護) 역 - 선혜청 당상 → 우의정
- 한영수: 박부겸 역 - 사옹원 판관
- 박영지: 좌의정 → 영의정 역
- 김용식: 대사헌 역
- 김승현: 사헌부 대감 역
- 박영태: 좌찬성 → 우의정 → 좌의정 역
- 임문수: 내금위장 → 병조판서 역

### 그 외 인물
- 김혜선: 박명이(朴明伊) 역 - 과거 수라간 박 나인, 장금의 어머니 (특별출연)
- 박찬환: 서천수(徐天壽) 역 - 과거 내금위 군관, 장금의 아버지 (특별출연)
- 임현식: 강덕구(姜德九) 역 - 대령숙수
- 금보라: 나주댁(덕구의 아내) 역
- 김여진: 의녀 장덕(長德/張德) 역
- 이희도: 최판술(崔判述) 역
- 차윤회: 최판술의 집사 역
- 서범식: 필두 역 - 최판술의 호위무사. 사헌부에서 최판술을 검거를 하기 직전에, 무술로써 사헌부 무관들을 물리쳐서 시간을 벌어주었다.
- 이장훈: 최판술 댁 이행수 역
- 신국: 내시부 상온 → 내시부 상선 역
- 이경원: 감찰내관 역
- 김광규: 대전내관 역
- 나성균: 윤막개(尹莫介) 역 - 대전별감
- 노윤: 홍이 역 - 수라간 무수리
- 이창환: 박원종 역
- 홍민우: 성희안 역
- 윤갑수: 오리장수 역
- 황일청: 옹기 굽는 노인 역
- 문회원: 제주목사 역
- 이혜근: 제주목 관비 역
- 박형선: 제주목 관비 역
- 정지순: 제주목 관노 역
- 이상철: 제주목 군관 구만 역
- 신종훈: 내금위 종사부관 역
- 오협: 내금위 종사부관 역
- 이필모: 역관지역 군관 역
- 김현희: 선돌 역
- 이도련: 주우빈 역 - 조선에 사신으로 온 명나라 성화제의 아들 익왕
- 장하린: 민소헌 역 - 서장금과 민정호의 딸
- 전익령: 일본인 자객 역
- 조명남: 전 호조판서 역
- 김학준: 전 호조판서 댁 도련님 역
- 서진원: 소 마사모리 역 - 대마도 도주 부장
- 최진호: 소 요시모리 역 - 대마도 도주
- 조동희: 절에 기거하여 음식을 만드는 역
- 이병준: 성난 주민 역
- 변신호: 주민 역
- 김광규: 대전 내관 역
- 권소현
- 박우열: 관원 역
- 김희라
- 최성웅 : 생선장수 역

## OST
- 고원(高原) - Craig Eastman
- 창룡(蒼龍) - Eric Rigler
- 하망연(何茫然) (feat. Safina) - Alessandro Safina (알레산드로 사피나)
- 오나라 Ⅰ - 김지현, 백보현, 김슬기
- 오나라 Ⅱ - 김지현
- 0815 (공팔일오/空八一五) - Eric Rigler
- 연밥 - Eric Rigler
- 덕구 - 박재천
- Hamangyeon (feat. Safina) - Alessandro Safina (알레산드로 사피나)
- APNA - 임세현
- 다솜 - 임세현
- 비(悲) - 이시우
- 단가(短歌) - 이시우
- 연도(烟濤) - 백보현
- The Legend Becomes History - 김소현
- 자야오가(子夜吳歌) (Techno ver.) - 김지현, 백보현, 김슬기
- 하망연(何茫然) (inst.) - 유경화

## 연장 사유
- 방영 분량이 50부에서 4회 연장되어 54부로 변경 및 확정되었는데,[8] 이는 후속작인 <불새>의 캐스팅 문제를 고려한 것으로 풀이된다.[9][10]

## 결방
- 2003년 12월 29일 - 《MBC 방송연예대상》편성[11]
- 2003년 12월 30일 - 《MBC 연기대상》편성[12]

## 수상 경력
- 2003년 MBC 연기대상 대상 이영애
- 2003년 MBC 연기대상 연기자 부문 특별상 임현식
- 2003년 MBC 연기대상 연기자 부문 특별상 양미경
- 2003년 MBC 연기대상 작가상 김영현
- 2004년 백상예술대상 TV 부문 여자 인기상 양미경
- 2004년 백상예술대상 TV 부문 연출상 이병훈
- 2004년 제6회 남녀평등방송상 대상
- 2004년 제31회 한국방송대상 TV 드라마 부문 최우수작품상

## 역사적 사실과 오류

### 역사적 사실
- 장금(長今)이라는 이름은 조선왕조실록 가운데 중종실록에 10회가량 등장하며, 장금이라는 의녀가 있었고 왕의 신임을 받았다는 정도로 기록되어 있다. 그 밖에는 장금의 본명이나 출신 등의 자세한 기록이 전해져 있지 않으며, 드라마에 등장하는 장금이라는 인물에 관한 내용은 대부분 작가의 상상력으로 만들어진 이야기이다.

### 역사적 오류
- 《대장금》 18화에서 중국에서 온 사신에게 "만한전석"을 차릴 것이라는 대사가 나온다. 하지만 만한전석은 만주족과 한족의 모든 요리를 망라한다는 뜻으로, 만주인들이 중국, 티베트 등 대륙을 정복한 청나라의 성립 후, 만한의 융합을 꾀하였던 6대 황제 건륭제 때 등장한 것이다. 따라서 무려 200년이나 전인 조선 중종, 즉 명나라 때에는 있을 수 없다.
- 궁중음식은 3~5첩이 기본이며 특별한 날에만 12첩 정도였다.
- 수라간 궁인들이 음식을 하는 것으로 나오는데 역사적으로 이것은 사실이 아니다.[13] 궁중에서 음식을 하는 사람은 여성인 수라간 궁인이 아닌, 남자 숙수였다.[13] 대장금에 나오는 숙수인 덕구가 실제 조선시대 음식 역사에 가까운 인물이다. 실제 kbs 역사스페셜에 따르면, 이들은 밥을 짓는 일만 하는 등 전문분야가 있었던 전문직 노동자들이다.

## 대장금 테마파크
- 《대장금》 촬영 세트장이었던 양주 대장금 테마파크는 국내 최초의 드라마 테마파크로, 경기도 양주시 만송로 394-104 (만송동 30)에 위치해 있다. 여기서는 드라마 《상도》, 《허준》, 《왕초》, 《국희》, 《영웅시대》, 《타임머신》 등이 촬영되었으며, 《대장금》 방영 이후 인기에 힘입어 2004년 12월 일반 관람객들도 이용할 수 있도록 개장하였다. 이후 국내 및 일본, 대만 등에서 많은 팬들이 방문했으나 애초에 관람객들에게 공개할 것을 고려하지 않고 지어졌던 임시 가건물 세트장이어서 안전상의 문제로 2011년 12월 31일에 폐장하였다.
- 양주 대장금 테마파크의 폐장 이후 세트장 일부가 용인 MBC 드라미아 세트장으로 옮겨가면서 용인 MBC 드라미아는 용인대장금파크로 개칭되어 운영 중이다.

## 참고 사항
- 본 드라마는 기획 단계부터 정통 사극물의 글로벌 시장 진출을 염두에 두고, 북미와 유럽, 일본 등 동아시아 국가를 비롯한 전 세계 50여개 국에서 동시 수출한 바 있다.
- 이 작품을 통해 배우 이영애는 한류 스타로 발돋움할 수 있었다.

## 같이 보기
- 장금이의 꿈 (애니메이션)
- 대장금이 보고 있다 (예능드라마)
- 의녀 대장금 (후속격 사극)